# Richard Röstel
Richard Röstel (1872 - onbekend) was een Duits turner.

## Belangrijkste resultaten
Van Röstel is weinig bekend alleen zijn geboortejaar is bekend en het feit dat hij een eregast was tijdens de Olympische Zomerspelen 1936 in Berlijn en dat Röstel 50 jaar lid is geweest van de turnvereniging Berlin Turngemeinde. Röstel won tijdens de Olympische Zomerspelen 1896 zowel goud op het onderdeel rekstok team als bij het onderdeel brug team. Röstel zijn resultaten in de individuele wedstrijden zijn onbekend. Röstel werd vanwege zijn deelname aan de Olympische Zomerspelen 1896 door de Duitse bond uitgesloten van deelname aan nationale wedstrijden in Berlijn.

### Olympische Zomerspelen
| Jaar | Plaats | Resultaten |
| ---- | ------ | --- |
| 1896 | Athene | rekstok team · brug team · deelgenomen paard voltige · deelgenomen sprong · deelgenomen brug · deelgenomen rekstok |